# Chicago (revista)
Chicago es una revista mensual publicada por Tribune Publishing. Se enfoca en el estilo de vida, historias de interés humano, revisión y análisis a los mejores restaurantes, viajes, moda, y el teatro de Chicago. En 2004, recibió el National Magazine Awards por la excelencia. La revista es miembro de la City and Regional Magazine Association (CRMA).

## Historia
Chicago fue fundado como una guía de programación para la emisora clásica WFMT. Finalmente, el nombre fue establecido en 1975.
En 1981, Chicago creó el premio Algren Nelson, un concurso de relato que después abandonó antes de que fuera coordinado y controlado por el diario Chicago Tribune.
En diciembre de 1986, Chicago Educational Television Association, anunció que iba a vender la revista por $ 17 000 000 a una empresa conjunta formada por el Metropolitan Detroit Magazine and Adams Communications. El acuerdo se cerró en enero de 1987. Landmark Media Enterprises compró la revista en 1990. Aunque Primedia la compró en 1995. Finalmente, Tribune Publishing compró la revista de Primedia en 2002.

## Personal
El primer editor de la revista Chicago fue Allen Nelson. Después se convirtió en editor jefe, y posteriormente en editor. En 1984, Don Oro, el exjefe de redacción de la revista Playboy, se convirtió en director editorial de la revista.
Desde 1986 hasta 1991, Hillel Levin se desempeñó como editor de la revista. Se fue a principios de 1991 para unirse a unos empresarios e inversores, en la compra de un grupo de medios con sede en Miami y el Caribe. Levin fue sucedido por Richard Babcock, quien hasta ese momento había sido asistente de la jefatura en el departamento de redacción de la revista New York.
En abril de 2009, la revista desvinculó al editor literario Christine Newman. En diciembre de 2009, se anunció que el crítico de restaurantes de la revista, Dennis Ray Wheaton, dejaba su cargo y que Jeff Ruby le sustituiría. En abril de 2011, Richard Babcock renunció como editor de Chicago, después de trabajar durante 20 años.
En diciembre de 2011, el jefe de redacción de la revista, Shane Tritsch, renunció después de 18 años. En 2012, la escritora Marcia Froelke Coburn dejó la revista para unirse a Time Out, como una escritora contribuyente. En marzo de 2014, uno de los editores de la revista, Cassie Walker Burke, dejó su trabajo para unirse al Crain's Chicago Business como asistente editor.